# راي بست
راي بست (بالإنجليزية: Ray Best)‏ هو مدير فني أمريكي، ولد في عقد 1935.